# I. e. 347
Évszázadok: i. e. 5. század – i. e. 4. század – i. e. 3. század
Évtizedek: i. e. 390-es évek – i. e. 380-as évek – i. e. 370-es évek – i. e. 360-as évek – i. e. 350-es évek – i. e. 340-es évek – i. e. 330-as évek – i. e. 320-as évek – i. e. 310-es évek – i. e. 300-as évek – i. e. 290-es évek
Évek: i. e. 352 – i. e. 351 – i. e. 350 – i. e. 349 –  i. e. 348 – i. e. 347 – i. e. 346 – i. e. 345 – i. e. 344 – i. e. 343 – i. e. 342

## Események

### Görögország
- Athén Philokratész, Démokritosz és Aiszkhinész részvételével követséget küld II. Philipposz makedón királyhoz, hogy tárgyaljanak a békéről.

### Róma
- Consullá választják Caius Plautius Vennót és Titus Manlius Imperiosus Torquatust. A hitelek maximális kamatait egytizenketted részről az összeg huszonnegyedére csökkentik.[1]

## Kultúra
- Platón meghal. Az Akadémia vezetését unokaöccse, Szpeuszipposz veszi át.
- Arisztotelész elhagyja az Akadémiát (vagy mert nem ért egyet az új vezetéssel vagy tart az Athénban fellángoló makedónellenes hangulattól) és Hermiász invitálására letelepszik Asszoszban, és megalapítja első önálló iskoláját. Útjára elkíséri Xenokratész is.

## Halálozások
- Platón, görög filozófus
- Arkhütasz, görög filozófus és matematikus

## Fordítás
- Ez a szócikk részben vagy egészben  a(z)   347 BC című angol Wikipédia-szócikk ezen változatának fordításán alapul.  Az eredeti cikk szerkesztőit annak laptörténete sorolja fel. Ez a jelzés csupán a megfogalmazás eredetét és a szerzői jogokat jelzi, nem szolgál a cikkben szereplő információk forrásmegjelöléseként.